# Deutscher Erzählerpreis (2008)
Als Deutscher Erzählerpreis schrieb 2008 Karl-Heinz Berkner, Inhaber u. a. des Hotels Römerbad in Badenweiler, einen Literaturpreis für den „besten Erzählungsband im deutschsprachigen Raum“ aus. Der Preis ist mit 5.000 € und einem dreimonatigen Aufenthalt im Hotel des Preisstifters dotiert.
2010 wird der Deutsche Erzählerpreis von Urs Zimmermann, dem Besitzer des Hotels Dellavalle in Locarno, gestiftet. Der Preis ist mit einem dreimonatigen Aufenthalt im Hotel dotiert.
Der Jury unter dem Vorsitz des SWR-Redakteurs Gerwig Epkes gehören Helmut Böttiger, Jens Jessen, Richard Kämmerlings und Elmar Krekeler.

## Preisträger
- 2013 Gregor Sander, Winterfisch
- 2010 Lutz Seiler, Die Zeitwaage
- 2008 Wolfgang Herrndorf, Diesseits des Van-Allen-Gürtels